# Рянжин, Сергей Валентинович
Сергей Валентинович Рянжин
(9 октября 1953, Ленинград — 4 октября 2013, Санкт-Петербург) — советский, российский океанолог, лимнолог, гидролог, географ, доктор географических наук, ведущий научный сотрудник Института озероведения РАН, профессор Российского государственного педагогического университета им. А. И. Герцена. Сын профессора В. А. Рянжина.

## Биография
Сергей Валентинович Рянжин окончил в 1975 году Ленинградский государственный университет (ЛГУ) по специальности «океанология». Затем, по рекомендации Учёного Совета ЛГУ в 1975 г., поступил в аспирантуру Института озероведения РАН.
В 1980 г., Рянжин С. В., защитил диссертацию «Исследование поля движения, энергии и пространственно-временных масштабов циркуляций Ленгмюра» на соискание учёной степени кандидата географических наук.
Рянжин С. В., работал младшим (1978-86 гг.), старшим (1986-98 гг.), а с 1998 г. до дня смерти — ведущим научным сотрудником Института озероведения РАН. Получил звание старшего научного сотрудника в 1991 г.
В 1995 г. в Санкт-Петербургском государственном университете защитил диссертацию «Закономерности пространственно-временной изменчивости термогидрофизических процессов в пресноводных озёрах мира» на соискание учёной степени доктора географических наук.
В 2007 г., Рянжин С. В. — профессор Российского государственного педагогического университета им. А. И. Герцена (С.-Петербург).

## Научная работа
Основные научные интересы связаны с гидрофизикой и географией озёр (морфометрии озёрных котловин, зональности и азональности, а также закономерности изменчивости физического режима, циркуляций Ленгмюра, теплофизических свойств донных отложений и теплового взаимодействия на границах озера, а также разработкой базы данных для озёр и водохранилищ мира — WORLDLAKE, изучение механизмов перемешивания в озёрах, теплового взаимодействия на границах озера и др. В частности, он разработал модели, предсказывающие существование озёр с ранее неизвестными термическими режимами (например, дважды замерзающие в годовом цикле горные тропические озёра). Им впервые были получены самые полные кумулятивные распределения озёр по площадям и по объёмам, которые хорошо согласуются с общими статистическими свойствами рельефа.
В области исследования циркуляций Ленгмюра Сергей Рянжин являлся мировым экспертом. Результаты его исследований опубликованы в ведущих отечественных и международных журналах, а также отечественных и зарубежных монографиях. Ряд научных результатов, полученных Сергеем Валентиновичем, включены в отечественные и зарубежные учебники по физической лимнологии, гидрологии и физической океанологии.
Участвовал в экспедиционных исследованиях на Балтийском и Чёрном морях, на озёрах: Ладожском, Онежском, Севан и др.; был начальником отряда и экспедиции.
С 1997 г. Рянжин С. В., руководил проектами Российского Фонда Фундаментальных Исследований, в 2001-03 гг. был экспертом международного европейского гранта ICAR по созданию Географической Информационной Системы (ГИС) для Каспийского моря, активным участником многочисленных проектов ЕС, таких как Black Sea SCENE, Upgrade Black Sea SCENE и других. Кроме того, он также был экспертом проекта Глобального Экологического Фонда по оценке научного вклада в проекты международных вод, подгруппа по озёрам, соавтором финального доклада подгруппы и рекомендаций по усилению роли науки в проектах ГЭФ.
В 1993 г. Рянжин С. В. был стипендиатом Международного научного Фонда. В 2002-03 гг. руководил проектом Фонда Макартуров. Автор 99 научных работ, в том числе 4 собственных и 9 коллективных монографий и многих научно-популярных публикаций. «Экологический Букварь для Детей и Взрослых», изданный общим тиражом 150 тыс. экз. (1994, 1996, 2006, 2007-08 гг.), получил премию президента Российской Федерации. Букварь был переведён и издан в Болгарии в 2009 году.
Рянжин С. В. член Русского Географического Общества (с 1976 г.), Санкт-Петербургского дома учёных (с 1980 г.), учёного совета Института озероведения РАН (1987—1996 годы и с 2000 г.), Международного Лимнологического Общества (SIL, с 1999 г.), редколлегии международных журналов Limnologica, Германия (с 2002 г.) и International Journal for Lakes and Rivers (Индия) (с 2005 г.).
Рянжин С. В. проводил исследования и читал лекции в Университете Южной Богемии, Чешские Будеевицы, Чехия (1993, 1994-95, 1998 гг.), Мюнхенском техническом университете, Гархинг, Германия (1994 г.), Лундском Университете, Швеция (1996-97 гг.), Департаменте внутренних вод и водных ресурсов, Магдебург, Германия (1999 г.), Высшей военно-морской школе, Монтерей, США (2002 г.), Университете Джина, Гуанчжоу, Китай (2005 г.), Братиславе, Словакия (2010).